# Alicja Tlałka
Alicja Tlałka (ur. 27 marca 1937 w Krakowie, zm. 18 grudnia 2002) – polska geograf, doktor habilitowany nauk geograficznych.

## Życiorys
Była absolwentką Uniwersytetu Jagiellońskiego, w 1968 r. doktoryzowała się na podstawie pracy zatytułowanej  Obieg wody w zrębowym obszarze wyżynnym na przykładzie dorzecza Rudawy pod opieką Mieczysława Klimaszewskiego, w 1983 r. otrzymała habilitację za pracę Geograficzne zróżnicowanie niżowek w dorzeczu Górnej Wisły. Pracowała w Instytucie Geografii na Uniwersytecie Jagiellońskim.